# Lysimachia ephemerum
Lysimachia ephemerum är en viveväxtart som beskrevs av Carl von Linné. Lysimachia ephemerum ingår i släktet lysingar, och familjen viveväxter. Inga underarter finns listade i Catalogue of Life.

## Bildgalleri

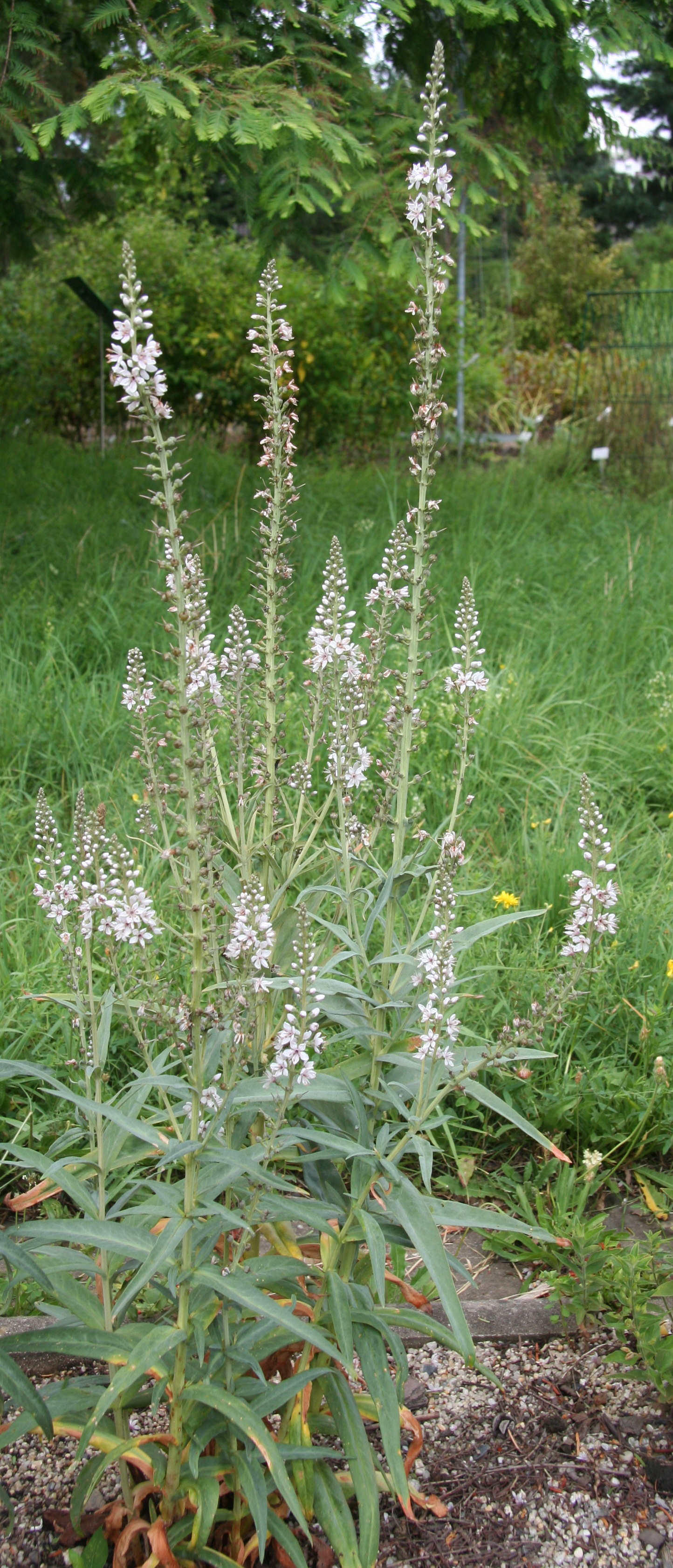
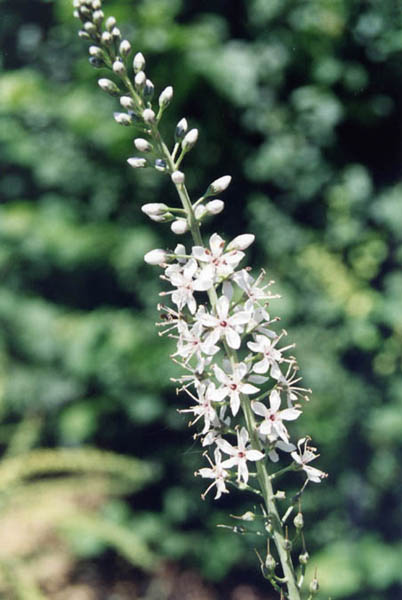
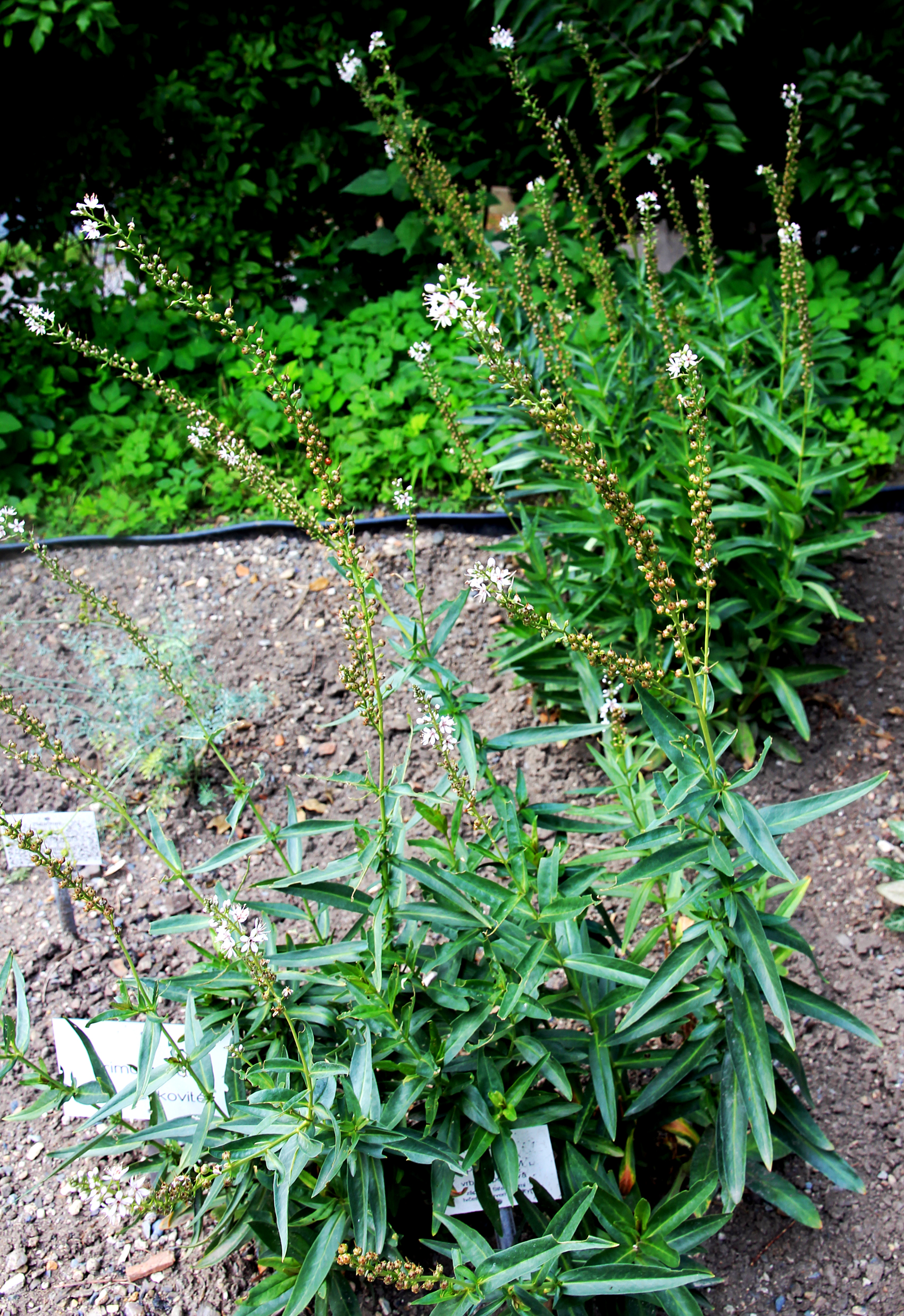
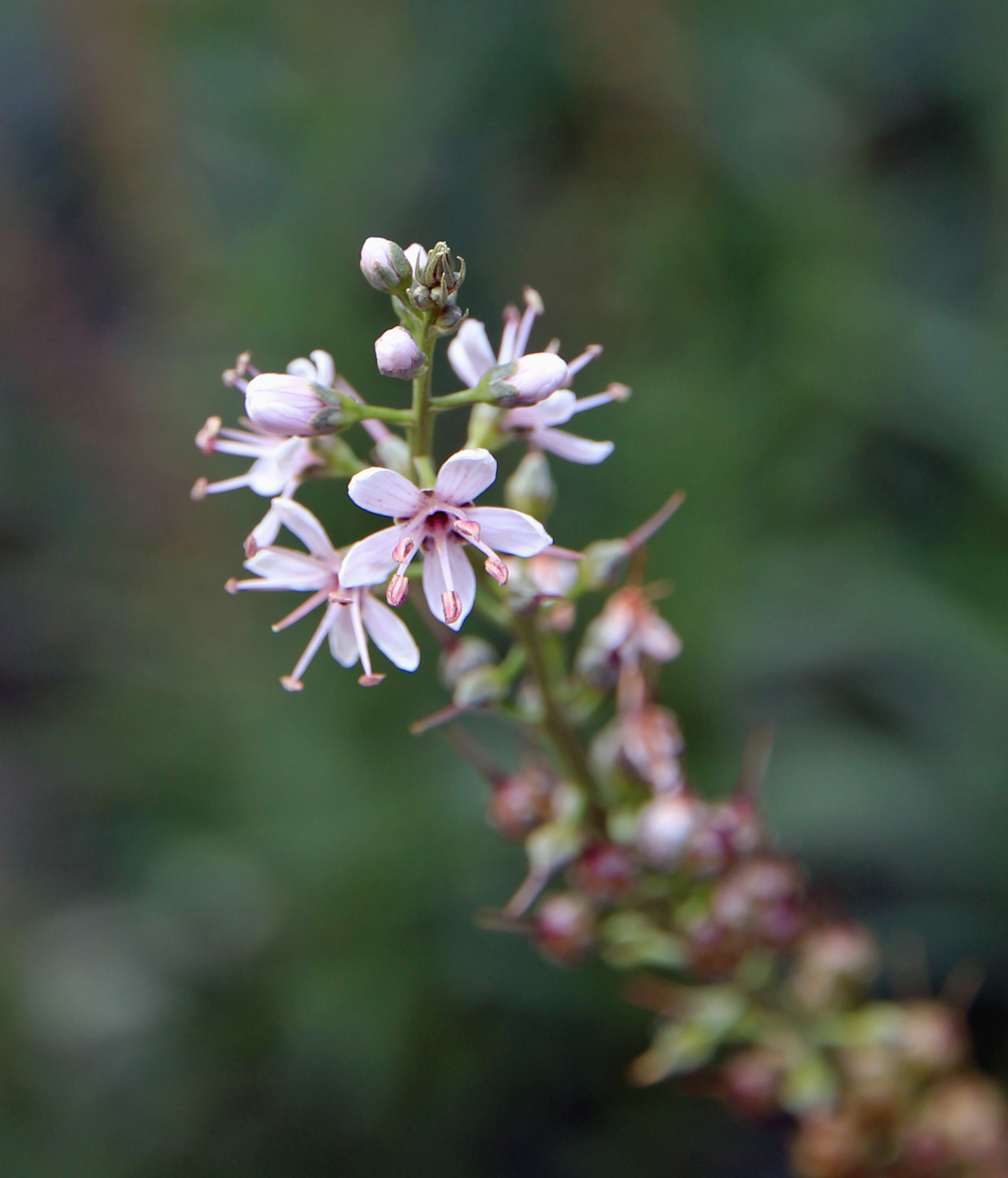